# Rob Johannesma
Robert Mathijs Catherina Johannesma (Geleen, 2 oktober 1970) is een Nederlands beeldend kunstenaar.
Johannesma studeerde onder meer aan de Gerrit Rietveld Academie te Amsterdam van 1993 tot 1997, de Cooper Union School of Art in New York van 1996 tot 1997 en De Ateliers in Amsterdam van 1997 tot 1999.
Als Artist-in-residence werkte hij in Villa Concordia (Bamberg), The American Academy/Koninklijk Nederlands Instituut (Rome), Wiels (Brussel).
Hij exposeerde onder andere bij Witte de With in Rotterdam in 1999, Stedelijk Museum Bureau Amsterdam (2000), De Hallen, Frans Hals Museum, Haarlem (2002, 2006), Museum Kunstpalast in 2005, Bis71, Ruimte voor Kunst in Geleen in 2010, Busan Biënnale in Korea in 2008, Total Museum Korea in 2011, DEPO te Istanbul in 2011.
Hij maakt werk in verschillende technieken, waaronder ook video. De werken worden veelal gepresenteerd in de vorm van een installatie.